# Aseri
Aseri est un petit bourg estonien de 1552 habitants de la Commune d'Aseri du Comté de Viru-Est en Estonie.

## En images

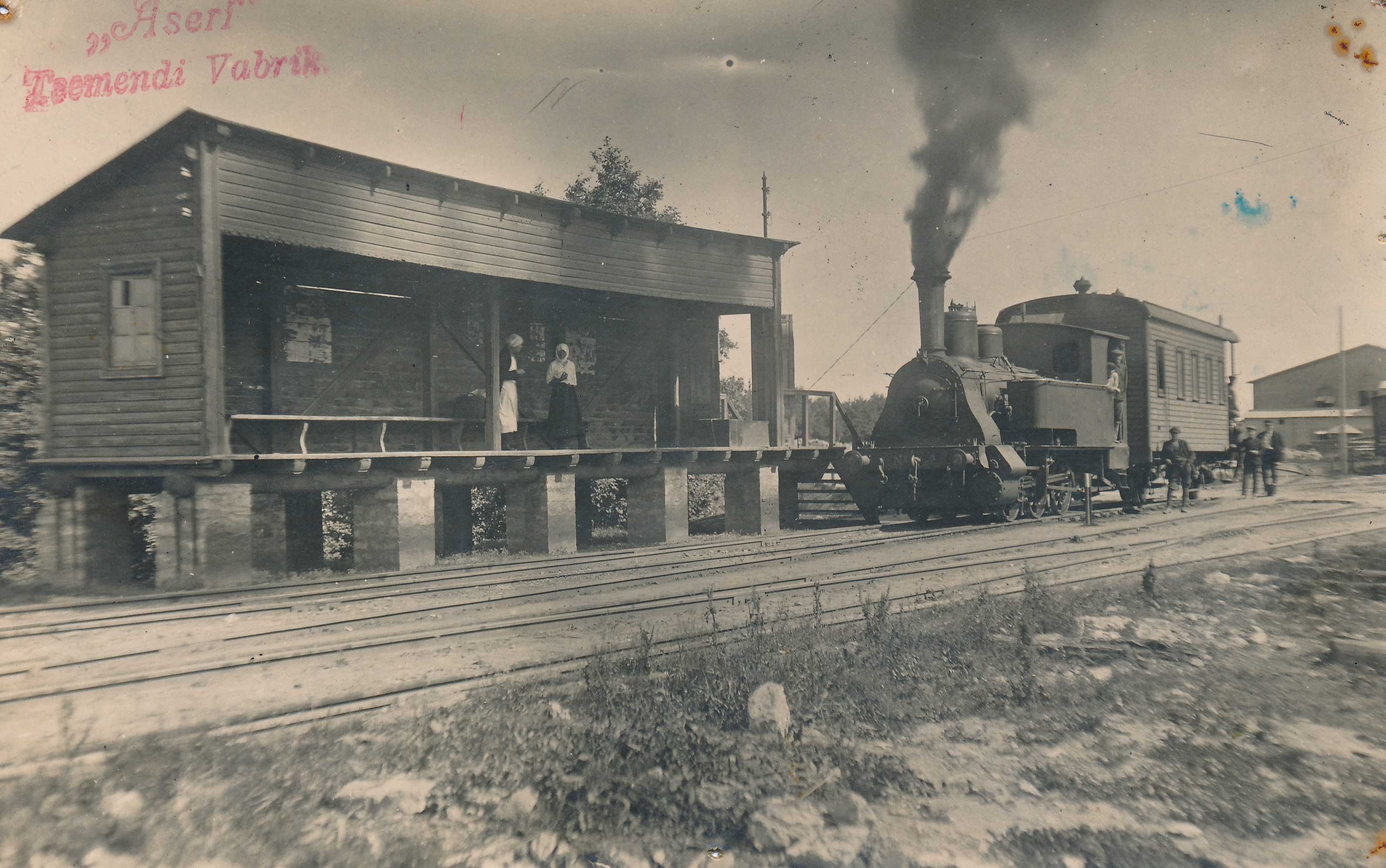
L'ancienne gare reliée à la gare de Sonda,
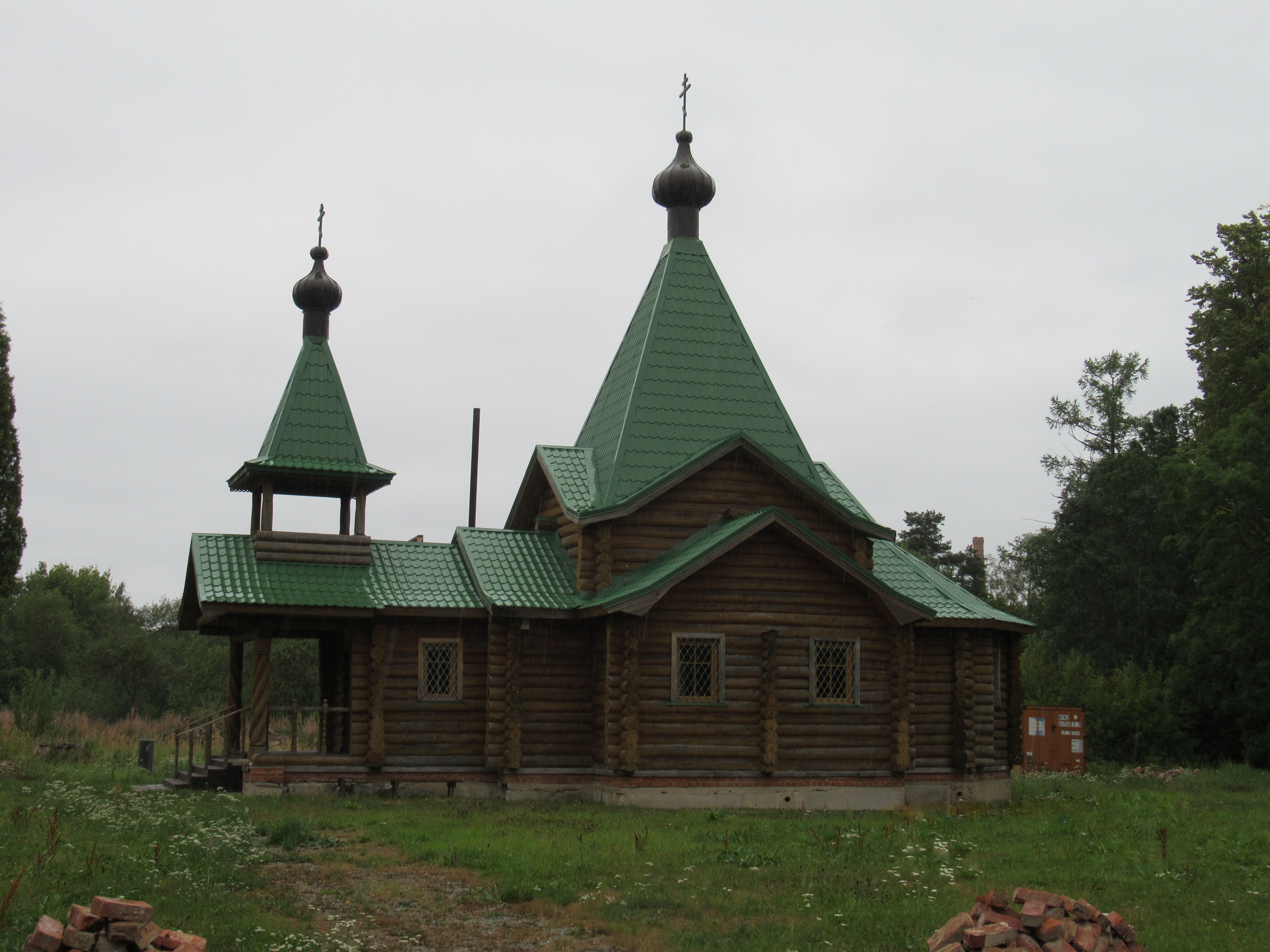
église orthodoxe en bois.